# Северный Козленец
Северный Козленец — река в Нижегородской области России, протекает по территории Ковернинского района и городского округа Семёновский. Устье реки находится в 239 км по правому берегу реки Керженец. Длина реки составляет 39 км, площадь водосборного бассейна — 235 км².
Исток реки у деревни Куприно в 20 км к востоку от посёлка Ковернино. Река течёт на восток, протекает деревни Мрасы, Кузино, Паламино, Хрящи, Красные Усады и Гари. Притоки — Брюхан, Яковка, Зуевка. Впадает в Керженец у деревни Клышино.

## Данные водного реестра
По данным государственного водного реестра России относится к Верхневолжскому бассейновому округу, водохозяйственный участок реки — Волга от устья реки Ока до Чебоксарского гидроузла (Чебоксарское водохранилище), без рек Сура и Ветлуга, речной подбассейн реки — Волга от впадения Оки до Куйбышевского водохранилища (без бассейна Суры). Речной бассейн реки — (Верхняя) Волга до Куйбышевского водохранилища (без бассейна Оки).
Код объекта в государственном водном реестре — 08010400312110000034530.